# Millenáris Park
A Millenáris Park a magyar főváros és Európa jelentős kulturális és életmódbeli értékeit bemutató – közérdekű és üzleti rendezvényekre is alkalmas – hat hektáros parkja és kulturális központja. Az eredetileg a múlt században Ganz Ábrahám által a Pesti Hengermalom területén alapított vasöntödéből fejlesztették ki a későbbiekben a magyar ipartörténet nemzetközi hírű gyáregységét a Ganz Villamossági Műveket. A műemléki gyárcsarnokok újraformálásáért a Millenáris Park építészeti kialakítása 2002-ben Europa Nostra-díjat kapott. 2001-es megnyitása óta, 2019 nyaráig a Millenáris Park közel 10 millió vendéget fogadott, és 1500 rendezvény helyszíne volt.

## Története

### A Ganz-gyár

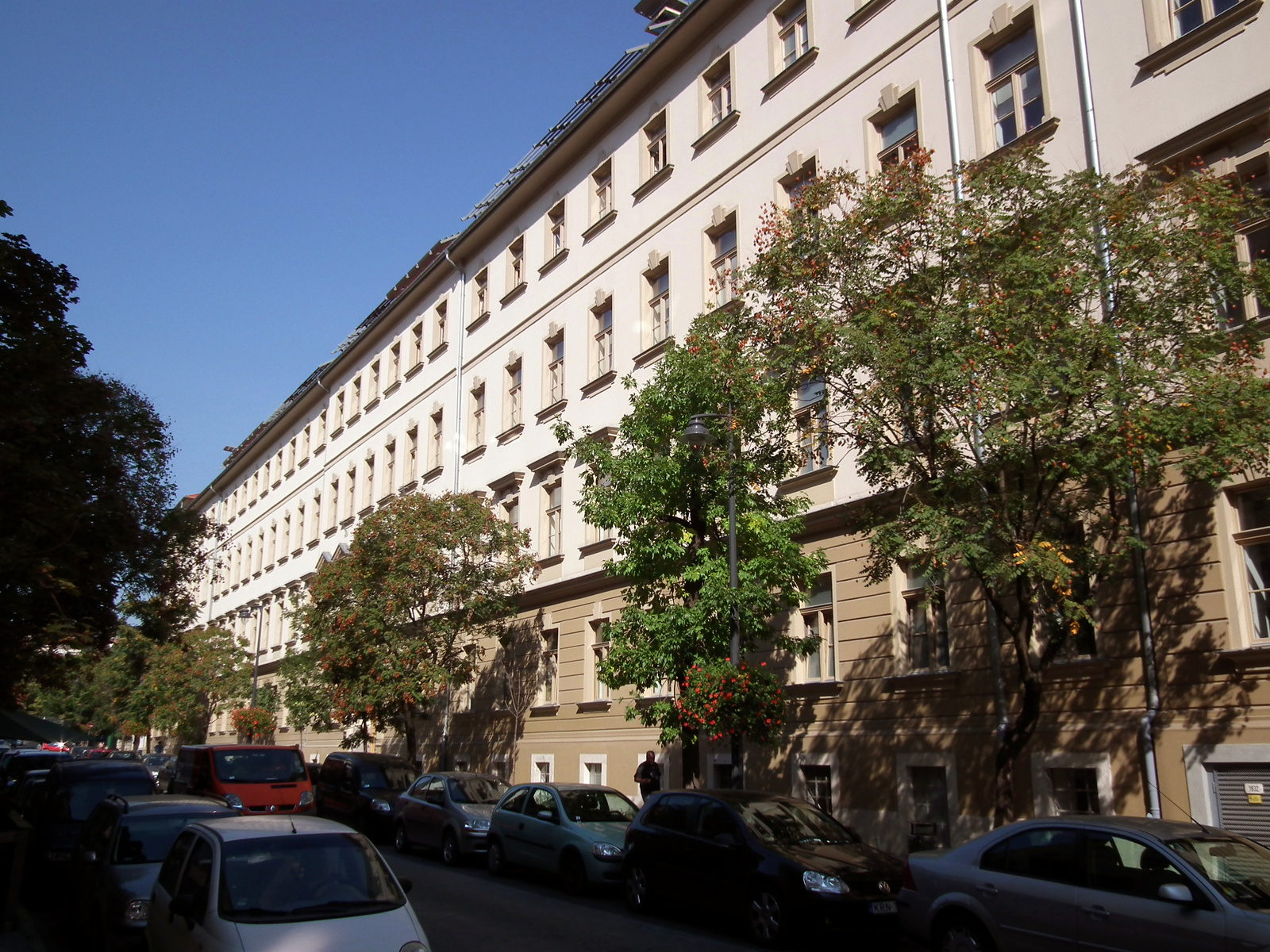
Az A épület, az egykori Ganz Villamossági Művek központi irodaháza

Ganz Ábrahám 1844-ben alapította meg öntőműhelyét Budán, ott, ahol ma az Öntödei Múzeum áll. A kis üzem alig egy emberöltő alatt jelentős gépipari vállalattá növekedett. A gyár Ganz halála (1867. december 15.) után a kiemelkedő tudású gépészmérnök, Mechwart András fejlesztő tevékenysége révén emelkedett rövidesen a hazai üzemek élére. Mechwart 1878-ban hozta létre a Ganz és Társa Vasöntő és Gépgyár Rt. keretein belül az erősáramú villamosipar alapjait megteremtő villamossági osztályt, amelynek vezetését az elektrotechnika legújabb eredményeivel foglalkozó fiatal és agilis Zipernowsky Károlyra bízta. A kis műhely előbb a második kerületi Kacsa utca egyik udvari épületében, majd a volt Király-malom Fő utcai épületében fejlődött igazi üzemmé, a kontinens egyik legjelentősebb villamossági gyárává.
A kezdeti sikereket az 1884–85-ben Zipernowsky Károly, Bláthy Ottó Titusz és Déri Miksa által kidolgozott transzformátorrendszer, és 1885-ben az első transzformátor megalkotása (amely először tette lehetővé a villamosenergia nagyobb távolságra történő szállítását) koronázta meg. A Ganz-gyár az elektromos rendszerek gyártásával rövidesen világszerte ismertté, elektrotechnikai gyártmányai és berendezései két évtizeden át a világpiac egyik vezetőjévé váltak. Világszerte felhasznált találmányok sora is jellemzi a korszakot, köztük például a Bláthy által megszerkesztett és szabadalmaztatott elektromos fogyasztásmérő, a „villanyóra”, de ide sorolhatók a Kandó Kálmán nevéhez fűződő villamos vontatási rendszer fejlesztései is.
1897-ben épült fel az akkor világszínvonalon álló elektrotechnikai gyár Lövőház utcai épülete, ahol akkor már kétezernél is többen dolgoztak. 1906-ban a gyár önállósította magát, és Ganz-féle Villamossági Rt. néven működött 1929-ig, amikor is – a nemzetközi vetélytársaktól erősen megszorongatva és szakmai tekintélyében megtépázva – visszaolvadt az anyagyárba. Közben 1911–12-ben felépült az a nagyszerelde, amely napjainkra felkerülve az ipari műemlékek sorába, a nemzeti ipar- és kultúrtörténeti örökség emlékeként őrzi a jövő számára a hely szellemét.
Az újabb elismerést és sikert az 1920-as években megindult hazai villamosítás vezető vállalataként érte el a Ganz, majd sikeres korszerűsítései eredményeként rövid időre ismét nemzetközi sikereket is elkönyvelhetett. A válságból a vállalat a nagyvasúti villamosítás Kandó-rendszerű mozdonyai, a Ratkovszky-féle feszültségszabályozók, a különféle Jendrassik-motorok és -turbinák révén lábalt ki, de rövidesen mindent romba döntöttek a második világháborús elemi erejű pusztítások.
A sok nehézség árán újjáépült gyár 1949-től Ganz Villamossági Gyár néven ismét önállóvá vált, majd számtalan szervezeti változást átélve neve 1963-tól Ganz Villamossági Művek lett. Egyre inkább beszűkült piacra termelt a nagyvállalat, s az elmaradt érdemi fejlesztések jelentősen vissza is vetették, bár a nemzetközi piacon néhány versenyképes termékkel még őrizte a cég hajdanvolt nevét. A saját fejlesztés visszaszorulása, a világszínvonaltól történő fokozatos elmaradás, majd a hatékonyság csökkenése, és nem utolsósorban a piacok átrendeződése válságos helyzetbe sodorta a nagy múltú vállalatot.
Időleges kiutat jelentett a külföldi tőke bevonásával a Ganz Ansaldo Villamossági Rt. létrehozása 1991-ben, ám a termelés fokozatosan csökkent, majd megkezdődött a fővárosi gyártelep vidékre költöztetése. A villamossági vállalat 2000-től Ganz Transelektro Rt. néven működött tovább. A hajdani központi gyártelepen ugyanekkor megkezdődtek a Millenáris Park létrehozását célzó munkálatok.

### A helyszín
A Ganz Villamossági Művek területe több évszázada kiemelkedő szerepet játszik Budapest fejlődésében. 2000-től a megtartott és felújított épületek kulturális funkciót kaptak, az épületek környezete pedig igényes közparkká alakult át. A közelben, a mai Margit híd budai hídfőjében már a római korban is katonai tábor működött, de a Budai Vártól északra fekvő térség gazdasági hasznosítása a 13. század végén indult el. A mai Margit körút beépítése döntő mértékben az 1809–1850 közötti időszakban történt meg. E virágzó időszakban indította meg termelését az egykori Kórház (ma Ganz) utcában a Ganz Vasöntöde. A Ganz Ábrahám által 1844-ben alapított kis öntőműhely alig egy emberöltő alatt Európa-szerte jelentős gépipari vállalattá növekedett.
A gyár előbb Ganz Ábrahám világszínvonalú szabadalma alapján kéregöntésű vasúti kerék, majd a kéregöntéses technológiából – immár Mechwart András irányítása alatt – továbbfejlesztett malomipari hengerszék gyártásával foglalkozott. Mechwart András meghatározó szerepet játszott abban is, hogy a mai Lövőház utca–Margit körút–Kisrókus utca–Marczibányi tér által határolt területen megalakult a villamossági gyár, amihez mások mellett olyan nemzetközi hírű mérnökök, tudósok kötődtek, mint Zipernowsky Károly, Bláthy Ottó Titusz, Déri Miksa vagy Jendrassik György.
A gyár egyik első épülete a D jelű szerelőcsarnok (ma az Üvegcsarnok) volt. Ezt alig több mint egy évtizeddel később, 1911–12-ben a gyár fejlődése nyomán szükségessé vált bővítésként a B jelű (ma a Nagycsarnok), 1997-ben műemléki védettség alá helyezett nagyszerelde követte.
A gyár területe a városrész fejlődése nyomán felértékelődött, így már a két világháború között felmerült kiköltöztetése, azonban a háborús konjunktúra következtében az erre irányuló tárgyalások megszakadtak. A második világháború befejeztével az épületállomány és a géppark több mint fele megsemmisült vagy használhatatlanná vált. Az újjáépítést követően rohamtempóban épült meg a két, C és F jelű, 5 csarnokszint egymás fölé helyezésével kialakított vasbeton épület az IPARTERV tervezésében.
Az 1990-es évek közepétől ismét napirendre került a környezetszennyezés problémája, és a felértékelődött térség környezethez illeszkedő hasznosítása érdekében a gyár áttelepítése. Jelentős anyagi vonzatai és a tulajdonosváltások miatt erre csak 2000 közepétől kerülhetett sor, immár az érintett II. kerületi önkormányzat által elfogadott szabályozási tervekkel összhangban.
Az 1999 tavaszán elindult koncepcióalkotás nyomán a megtartott és felújított épületek kulturális funkciót kaptak, az épületek környezete pedig a lakosság számára használható igényes közparkká alakult át.

### Az átalakítás

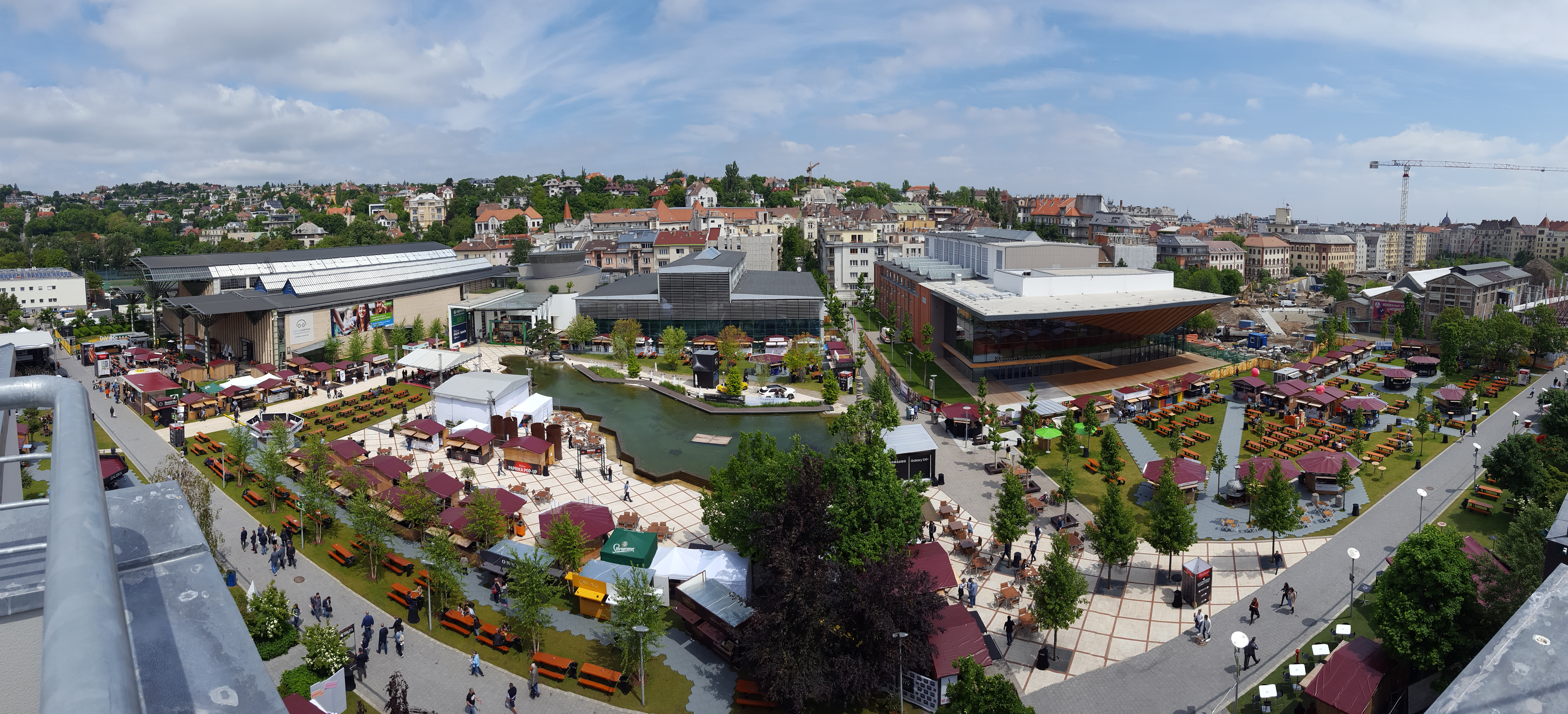
Madártávlatból a Park 2019-ben

A Ganz-telep átépítésének alapelve az volt, hogy az értékes és megtartható épületek, épületrészek korszerű térformálással és igényes kialakítással váljanak a kiállítási és rendezvényközpont méltó környezetévé. A koncepció-alkotás egyik legnehezebb feladata a megtartandó és elbontandó épületek kiválasztása, a vonzó térarányok, téralakítások meghatározása volt. Ennek eredményeként került lerobbantásra a két – a terület „revitalizációja”, újraélesztése szempontjából legkevésbé kívánatos – magasépület.
A megtartott B jelű műemlék épület, (Nagycsarnok) és a D épület (Üvegcsarnok), a közöttük felépült C jelű új bejárati épület (Kerengő), valamint az általuk határolt térségben a vízfelülettel gazdagított park alatt létesült mélygarázs ma az ország egyik legnagyobb kiállítócsarnokának elemeit alkotják.
Ugyancsak megmaradt az E jelű szerelőcsarnok, (az egykori Teátrum), ma a Nemzeti Táncszínház épülete.
A Fény utcai főbejáratnál található a G jelű Fogadóépület, mely többféle kiszolgáló- és vendéglátó funkciót lát el, és egyben alkalmas a kiállítási- és rendezvényprogramhoz kapcsolódó szakmai és más események befogadására is.
A bontási munkák 2000. augusztus 12-én kezdődtek meg, és szeptember 25-ig hat robbantással került elbontásra a két 37 m magas, 126 m hosszú ipari épület és a gyárkémény. A bontási munkákat megelőzően több tízezer liter olajat kellett elszállíttatni a környezetvédelmi előírásoknak megfelelően. A bontások során összesen kb. 120 000 köbméternyi bontási törmelék keletkezett, amivel együtt 2,5–3 ezer tonna acélszerkezetet is elszállítottak.

## A Millenáris egykori létesítményei / kiállításai

### Álmok Álmodói
A magyar tudomány, ipar, technika, művészet és kultúra kiemelkedő személyiségeit és találmányait mutatta be 2001 és 2002 között az „Álmok álmodói – világraszóló magyarok” című tárlat, amely célja nemcsak az volt, hogy tematikusan felvonultassa a magyarok találmányait, kezdeményezéseit, hanem az is, hogy kedvet csináljon a felnövekvő nemzedékeknek a kulturális, tudományos, technikai, művészeti, ipari életben való kreatív részvételhez. A kiállítás 2002 májusában zárt be, addig több mint 370 ezer látogatója volt.

### Jövő Háza kiállítás
A 2005 és 2007 között a kiállítás 3000 négyzetméteren, két szinten várta a látogatókat időről időre változó és cserélődő bemutatókkal. A kiállítás tematikája széles spektrumon mozgott: a génkutatástól az űrhajózáson át a csillagászatig, valamint a fogyatékkal élők életét az épeknek bemutató Ability Park.
A Jövő Házában helyet kapott számos kortárs magyar médiaművészeti alkotás is, amelyeket a Nemzeti Kulturális Alap külön e célra kiírt pályázatának nyertesei hoztak létre. A pályázatot a Nemzeti Kulturális Örökség Minisztériuma 50, az Informatikai és Hírközlési Minisztérium 100 millió forinttal támogatta. A Jövő Házában kiemelt szerepet kaptak a magyar szellemi termékek, ugyanakkor a kiállítás jövőorientált külföldi fejlesztéseknek is helyet adott. A négy űrkutatási bemutató – köztük a magyar Mars-járó – mellett az „Élet a tervezőasztalon”, illetve „A szív képei” kiállítások is mind-mind egyedi, magyar, kifejezetten a Jövő Háza számára készült fejlesztések, csakúgy, mint a repülőgép-szimulátor.

### Csodák Palotája
A Csodák Palotája egy 1994-ben indult kiállítássorozat, melyet 2005 és 2012 között a Millenáris D épületében, az egykori nagyforgácsoló üzem csarnokában üzemelt. Az intézmény Öveges József álma volt, aki a természet és a fizika törvényeit a tévéműsora (100 kérdés) szabta kereteken túl, de ahhoz hasonlóan játékos formában kívánta bemutatni az érdeklődőknek, fiataloknak, gyermekeknek egy arra alkalmas helyen. A kiállítás a 2012. év folyamán Budafokra, a Campona bevásárlóközpontba majd 2017-ben Óbudára, a Bécsi útra költözött...

## A Millenáris jelenlegi létesítményei

### Park
Az épületkomplexum egy füves területekkel és tavakkal tarkított zöldövezeti parkban fekszik. A Park lehetőséget biztosít alternatív szabadidős, pihenő tevékenységeknek, illetve programok kültéri fogadására is. A Park egyik előnye – amely miatt a látogatók is különösen kedvelik – a pihenésre szabadon használható füves területek nagysága és kulturált kialakítása. A Park összterülete: 48 200 m², amelyből a zöldterület 16 200 m²-t foglal el.
A Park szabadidős céljait szolgálja az összesen mintegy 850 m² területű játszótér. A Zöld Péter játszótér mellett, amely egy magyar népmese motívumait eleveníti meg és a 3-12 éves korosztály igényeire szabottan készült, 2019 ősze óta egy mozgáskoordinációt fejlesztő akadálypálya-rendszer is működik, amelyet az 5-14 éves korosztály számára terveztek. Az esztétikus, kiváló minőségű és biztonságos moduláris elemek gyártója a német Berliner volt.
2001-es megnyitása óta, 2019. második felében a Park és épületei először estek át egy komolyabb revitalizáción. Az utcabútorokat és a térköveket mindenhol lecserélték, a tó új gépészetet kapott, a gyep és a park teljes növényzete megújult. Elkészült a Fény utca felszín alatti átvezetésétől a Nemzeti Táncszínházig húzódó terület parkosítása is. Mintegy 60 új fát telepítettek,1300 m²-en cserjéket és évelő növényeket ültettek, és 1100 m²-rel nőtt a gyeppel borított terület nagysága. Ezzel egyidejűleg a Millenáris legnagyobb befogadóképességű rendezvénycsarnoka a "B" épület – az 1911-ben megnyílt egykori Nagyszerelde – teljes gépészeti és energetikai felújításon esett át, új a padlóburkolat és a kiszolgáló helyiségeket is korszerűsítették.

### Millenáris Széllkapu
A Fény utca és a Margit körút között megmaradt Ganz épületeket a Kohó- és Gépipari Minisztérium, később Ipari Minisztérium 1968-1970 között, a Margit körúti fogház helyére épült Margit körúti irodahazával együtt 2014-2015 között bontották le. A „Millenáris Széllkapu” integrált zöldfelület-fejlesztési program eredményeként a korábbi Ganz gyár területén 2017-2019 között egy kortárs közpark jött létre, kiegészítve a Millenáris Park meglévő területét és szervesen összeépülve azzal. A fejlesztés azon túl, hogy hozzájárult a korábban alulhasznosított terület megújításához, számos közvetett hatáson keresztül erősítette a környező városszövet átalakulását, illetve az itt lakók és a környéket használók életminőségének javulását. A 2,5 hektáros zöldfelület jelentősen javítja a környék levegőjét, egyedülálló zöld növényfalával, őshonos, de stressztűrő növényzetével és nagy vízfelületével utat enged a friss dunai szélnek. A tervek szerint ezenkívül az ötszáz férőhelyes mélygarázs és a Fény utcának a park zöldfelületeibe integrált lefedésével a környék felszíni autóforgalmát is csillapítanák. A hírhedt fogház emlékére itt állították fel a Mártíremlékművet, Kiss Nagy András 1979-ben készült alkotását. A Széllkapu 2020. augusztus 20-án nyilt meg.

### B épület (Nagycsarnok)
Az 1911-ben épült két gyárépület részleges lebontásával és a kettőt összekötő modern épület hozzáadásával alakult ki a rendezvény- és kiállítócsarnokok impozáns együttese, amelyben egész évben jelentős rendezvények és kiállítások kapnak helyett.
A Nagycsarnok (B épület) hatalmas belmagasságával, és az ezt kihasználó több szint kiépítésével impresszív látványt nyújtó műemlék épület. A közel 16 méter belmagasságú B épület engedélyezett befogadóképessége 1500 fő, így tökéletes helyszín nagy létszámú fogadásoknak is. Az ablakokon keresztül természetes fény jut az épületbe. A földszinten 3640 négyzetméter, a galérián további 1880 négyzetméter rendezvényterület áll rendelkezésre.

### C épület (Kerengő)
A C épület a New York-i Guggenheim Múzeumot idéző spirális elrendezésével, nagyvonalú, lendületes belső terével közös előcsarnoka, fogadótere és több szintű összekötője a B és D csarnoknak, de modern kialakítása miatt rendezvény-helyszínként és önálló kiállítási térként is jól hasznosítható. A Galéria földszinti hasznos területe: 332 m². Kiszolgáló helyiségeihez mosdók, ruhatár, recepciós pult, pénztár és az első emeleten egy büfé tartozik.

### D épület (Üvegcsarnok)
A D épület a Park legöregebb épülete. Eredeti méretét rossz állapota miatt nem lehetett megtartani. Hatalmas üvegfalával szervesen kapcsolódik a Parkhoz.
Az épület monumentális üveghomlokzatának köszönhetően a rendezvénytér szinte összeér a parkkal. Az 1100 m² alapterületű, 15 méteres belmagasságú rendezvényteret, a hatalmas üvegfelületeknek köszönhetően természetes fény világítja be. Az Üvegcsarnokban két különterem található. Egy 120 fős moziterem és egy 60 fős különterem.

### E épület (Nemzeti Táncszínház)

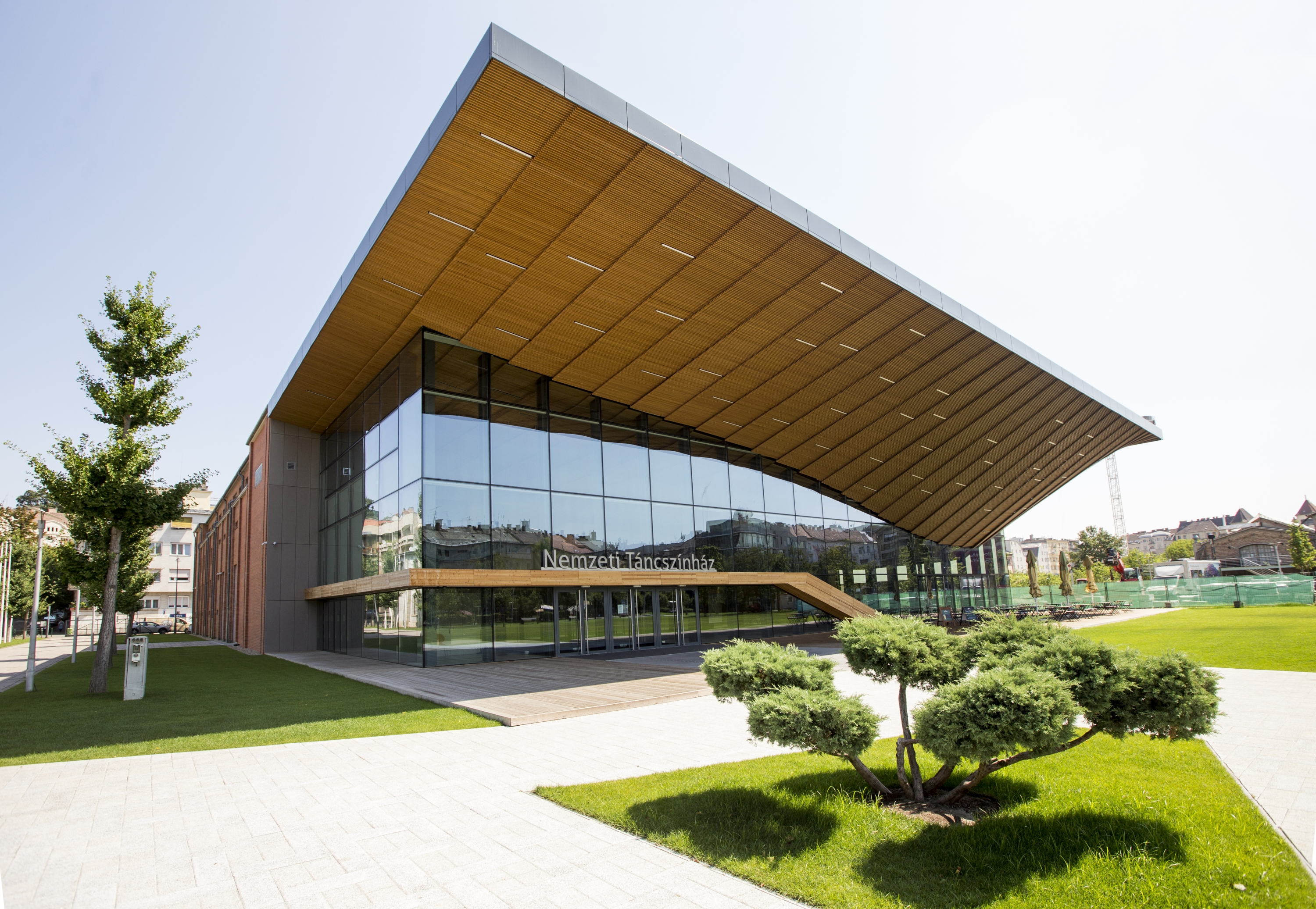
A 2019 februárjában átadott Nemzeti Táncszínház épülete a Millenáris Parkban

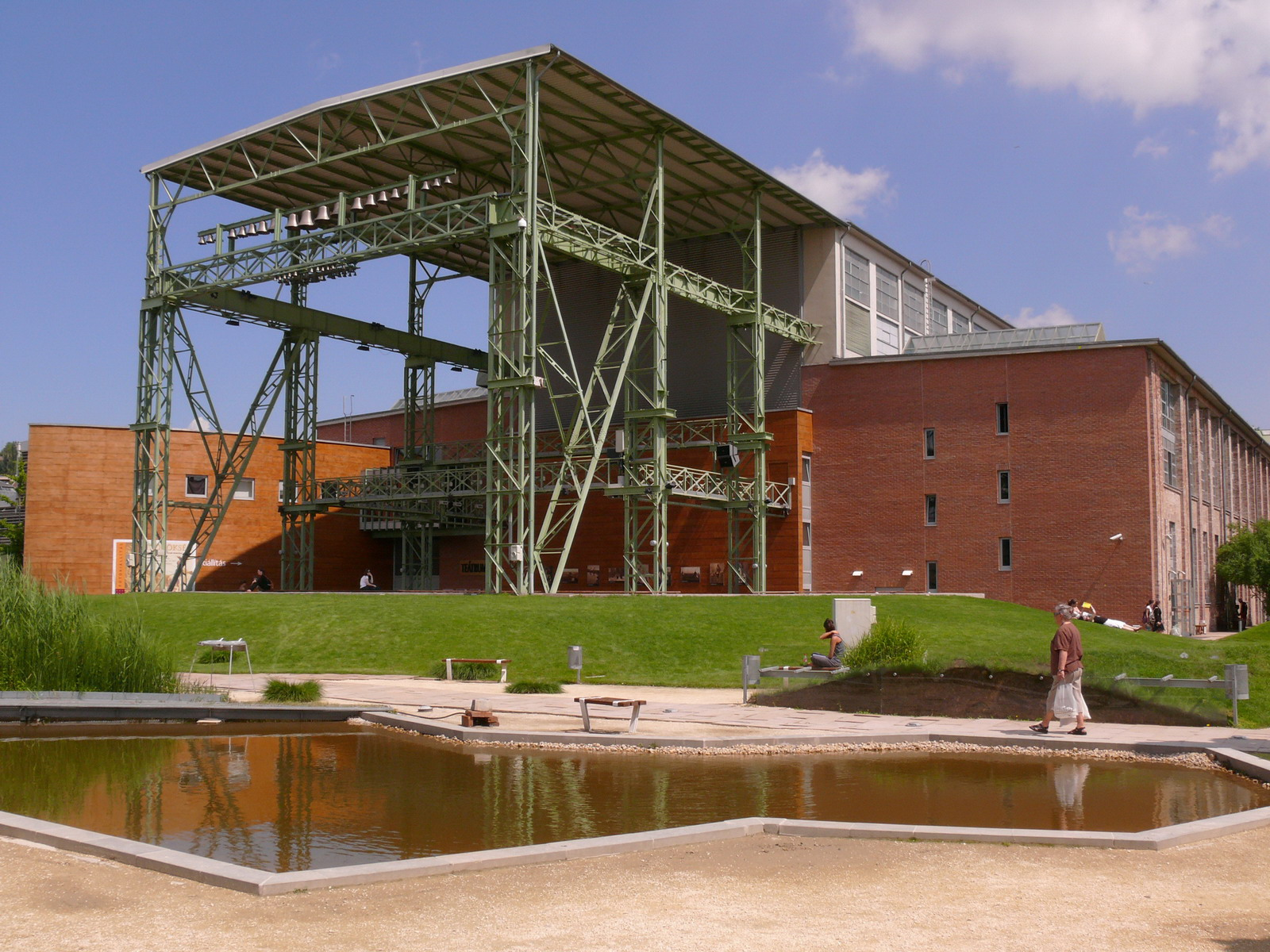
A korábbi Millenáris Teátrum a Nemzeti Táncszínház helyén

2019. február 15-én nyitotta meg kapuit Budapest egyedülálló új kulturális színtere: a Nemzeti Táncszínház új épülete, mely a Millenáris Parkban kapott helyet. Az épület a ZDA Zoboki Építésziroda tervei alapján készült el. A tervezők célja kettős volt: egyrészt kiemelni a meglévő ipari műemléképület erényeit, másrészt úgy alakítani át a teret, hogy az megfeleljen a táncszakma szerteágazó jelenlegi és akár a jövőbeli igényeinek is.
A legmodernebb színháztechnikával felszerelt, különleges építészeti megoldásokat felvonultató épületben két színházterem és kamaraterem várja a tánc szerelmeseit, emellett próbatermek segítik a professzionális táncosok felkészülését. Az épület előcsarnoka a park látogatói számára is nyitott közösségi térré válhat, lehetőséget adva arra, hogy a Millenáris még inkább bekerüljön a fővárosi vérkeringésbe.
A 6950 négyzetméteres új Nemzeti Táncszínházat a Millenáris Park E épületében, a volt GANZ művek a kétezres évektől stúdióként működő egykori ipari épületéből alakították ki. A beruházás eredményeképpen az épület új főhomlokzatot és előcsarnokot kapott, valamint létrehozták a 368 főt befogadó nagytermet, a 120 fős kistermet, a két próbatermet, a kamaratermet, valamint a hozzá kapcsolódó kiszolgáló helyiségeket és öltözőket. Az épületben helyet kapott még egy hangstúdió is, amely a táncprodukciók művészi lehetőségeit bővíti, valamint az új előcsarnokban szezontól függetlenül folyamatosan nyitva tartó kávézó is az új közösségi tér létrehozásának koncepcióját szolgálja.
A legmodernebb technikai elvárásainak megfelelő, kifejezetten táncelőadásokra tervezett épület nagytermében speciális, 16x24 méteres színpadot alakítottak ki. A nagyterem mobil nézőtérének tervezésére egy magyar céget kértek fel, amely többek között a New York-i 9/11 Memorial Museum részére is készített székeket, míg a kisteremben a Peter Zec és Otl Aicher által alapított Red Dot Design-díjas székek fogadják a nézőket.

### G épület (Fogadó)
A Fogadó (G épület) a harmincas években épült gépjavító, galvanizáló üzem 2001. február 1-jén nyitotta meg kapuit a Millenáris Park első elkészült épületeként. A Fogadó épülete jelen állapotában is megőrizte ipari jellegét. A G épület 2021-ben kezdődő teljes körű felújítás után ismét a családi és gyerekprogramok, kulturális és üzleti rendezvények, koncertek közkedvelt helyszínéül szolgál. A modern külsővel rendelkező műemléki épület korábbi alapterülete rendezvénycsarnokkal és konferenciateremmel bővült. A földszinten beépíthető színpad és rendezvényterület, információs pult, ruhatár, illetve büfétér került kialakításra.